# Purgatoire (Divine Comédie)
Le Purgatoire est la deuxième partie (cantica) de la Divine Comédie de Dante Alighieri. La première partie est l'Enfer et la troisième le Paradis.

## Structure
Le Purgatoire de Dante est divisé en 3 parties : L'Antipurgatoire (it), le Purgatoire et le Paradis terrestre.
La structure morale du Purgatoire suit la classification thomiste des vices de l'amour mal orienté, et ne fait plus référence à des vices individuels. Il est divisé en sept cadres, dans lesquels ils se purgent des sept péchés capitaux : l'Orgueil, l'Envie, la Colère, l'Acédie (la Paresse), l'Avarice, la Gourmandise et la Luxure.
Le Purgatoire est construit comme une image renversée de l'Enfer, soit non plus comme un gouffre, mais comme une montagne. L'ordre des péchés est également inversé : le voyage de Dante va donc du plus lourd péché au plus léger (de l'Orgueil à la Luxure).
Chaque corniche est gardé par un ange gardien l'ange de l'humilité, de la charité, de la paix, du zèle, de la justice, de la tempérance et de la chasteté ; dans chaque corniche, en outre, les expiateurs ont sous les yeux des exemples de leur vice puni, et de la vertu opposée.
Atteignant le seuil du Paradis terrestre, Virgile doit abandonner le poète ; Dante est guidé à sa place par le poète latin Stace, qui conduira dans le jardin céleste, où l'accueille à son tour Matelda, anticipant l'apparition de Béatrice.
Les âmes du Purgatoire sont déjà sauvées, mais avant qu'elles ne puissent entrer au Paradis, pour expier leurs péchés, doivent escalader la montagne comme le faisaient à l'époque de Dante les pèlerins partant faire pénitence à Rome ou à Saint-Jacques-de-Compostelle. Chaque âme doit alors parcourir tout le chemin et se purifier à chaque corniche du péché correspondant. Pour faciliter la rencontre avec certains personnages, le poète les place dans le cadre de leur propre péché le plus pertinent, le plus représentatif d'eux-mêmes.
Le Purgatoire a la fonction spécifique de permettre l'expiation, la réflexion et la repentance, et est le seul chemin vers Dieu, faisant que l'âme ne peut aspirer qu'à la rédemption. Cela s'applique aussi à Dante, qui se fait graver par l'ange qui garde la porte du Purgatoire sept "P" sur le front, symbolisant les sept péchés capitaux. À la fin de chaque corniche, l'ange gardien de chaque péché efface le "P" correspondant avec son aile, indiquant que cette expiation spécifique est accomplie. Virgile, dans le chant XVII du Purgatoire (v. 91 à 139), explique l'ordre moral du deuxième royaume supraterrestre. Ici, comme dans l'Enfer, les pécheurs sont divisés en trois catégories en fonction de quoi leur culpabilité a été établie, et basé sur la notion d'amour, « origine de tout vice et de toute vertu » selon Sapegno :
– Amour excessif ou désordonné des bonnes choses (l'Avarice et la Prodigalité, la Gourmandise et la Luxure) ;
– Amour déficient (l'Acédie/Paresse) ;
– Amour perverti dirigée vers préjudice réel des autres (l'Orgueil, l'Envie, la Colère).
La classification du péché ici est plus psychologique que celle de l'Enfer, car fondée sur des motifs, plutôt que des actions. Elle est également inspirée essentiellement de la théologie chrétienne, plutôt que de sources classiques[réf. nécessaire].
Sur le sommet de la montagne, Dante place le Paradis terrestre, dont l'agréable forêt qui le recouvre est placée de façon symétriquement opposée à la sombre forêt de l'Enfer. Ici, le cycle de purification est complété par immersion dans les eaux du fleuve Léthé, supprimant le souvenir de ses péchés, et de l'Eunoé, vivifiant la mémoire du bien accompli durant l'existence terrestre.

## Tableau synoptique des noms de lieux, de concepts et de personnages
Les noms en gras sont ceux des personnages effectivement présents dans le cercle considéré (rencontrés par Dante ou simplement cités par quelqu'un comme présent ou nommé dans les phrases), à l'exclusion de ceux dont l'arrivée future n'est que prophétisée ; les autres noms sont ceux qui font seulement l'objet de périphrases, citations ou descriptions.
Les noms de lieux donnés entre parenthèses sont ceux qui ne sont en général pas nommés explicitement mais présentés par des périphrases. 
| Lieu                                          | Pénitents                       | Peine | Personnages présents ou cités            | Lieux cités            | Chant   | Hymnes et prières                                                    |
| --------------------------------------------- | ------------------------------- | ----- | ---------------------------------------- | ---------------------- | ------- | -------------------------------------------------------------------- |
| Antipurgatoire Antipurgatorio « La spiaggia » | Arrivés des âmes au Purgatoire. | -     | Calliope, Piche, Caton, Marcia, Casella. | Utique, Gange, Tevere. | I et II | In exitu Israel de Aegypto (II) Amor che ne la mente mi ragiona (II) |

## Source
- (it) Cet article est partiellement ou en totalité issu de l’article de Wikipédia en italien intitulé « Purgatorio (Divina Commedia) » (voir la liste des auteurs).